# Neoacarus hibernicus
Neoacarus hibernicus är en kvalsterart. Neoacarus hibernicus ingår i släktet Neoacarus och familjen Neoacaridae. Inga underarter finns listade i Catalogue of Life.